# Мар'янівська сільська рада (Шполянський район)
Мар'я́нівська сільська́ ра́да — адміністративно-територіальна одиниця та орган місцевого самоврядування у Шполянському районі Черкаської області. Адміністративний центр — село Мар'янівка.

## Загальні відомості
- Населення ради: 1 315 осіб (станом на 2001 рік)

## Населені пункти
Сільській раді підпорядковані населені пункти:
- с. Мар'янівка

## Склад ради
Рада складалася з 16 депутатів та голови.
- Голова ради: Вареник Олексій Іванович
- Секретар ради: Кравченко Тетяна Миколаївна

### Керівний склад попередніх скликань
| Прізвище, ім'я, по батькові     | Основні відомості                                                               | Дата обрання | Дата звільнення |
| ------------------------------- | ------------------------------------------------------------------------------- | ------------ | --------------- |
| Голобородько Людмила Степанівна | Сільський голова, 1968 року народження                                          | 26.03.2006   | 01.11.2007      |
| Кугот Василь Володимирович      | Сільський голова, 1951 року народження, освіта вища, безпартійний               | 16.03.2008   | 31.10.2010      |
| Кугот Василь Володимирович      | Сільський голова, 1951 року народження, освіта вища, безпартійний               | 31.10.2010   | 09.07.2013      |
| Вареник Олексій Іванович        | Сільський голова, 1971 року народження, освіта середня спеціальна, безпартійний | 25.05.2014   |                 |

Примітка: таблиця складена за даними сайту Верховної Ради України

### Депутати
За результатами місцевих виборів 2010 року депутатами ради стали:

#### За суб'єктами висування
| Суб'єкт висування                                       | Кількість обраних депутатів | %    |
| ------------------------------------------------------- | --------------------------- | ---- |
| Партія регіонів                                         | 13                          | 81,3 |
| Політична партія «Фронт Змін»                           | 1                           | 6,3  |
| Самовисування                                           | 1                           | 6,3  |
| Соціально-екологічна партія «Союз. Чорнобиль. Україна.» | 1                           | 6,3  |

#### За округами
| № округу                                                | Прізвище, ім'я, по батькові          | Дата визнання обраним | Освіта             | Партійна приналежність | Відомості про обраного депутата                                     |
| ------------------------------------------------------- | ------------------------------------ | --------------------- | ------------------ | ---------------------- | ------------------------------------------------------------------- |
| Партія регіонів                                         |                                      |                       |                    |                        |                                                                     |
| 1                                                       | Гайдаш Лідія Володимирівна           | 05.11.2010            | середня            | позапартійна           | Дитячий садок с. Мар'янівка, помічник вихователя                    |
| 2                                                       | Король Василь Михайлович             | 05.11.2010            | вища               | позапартійний          | Мар'янівська загальноосвітня школа, вчитель                         |
| 3                                                       | Цибульська Ганна Михайлівна          | 05.11.2010            | середня спеціальна | позапартійна           | Мар'янівський фельдшерсько-акушерський пункт, завідувачка           |
| 4                                                       | Кавун Вікторія Василівна             | 05.11.2010            | вища               | позапартійна           | Мар'янівська загальноосвітня школа, вчитель                         |
| 5                                                       | Кравченко Валентина Іванівна         | 05.11.2010            | середня спеціальна | позапартійна           | Мар'янівська сільська рада, землевпорядник                          |
| 7                                                       | Кирилюк Ольга Олексіївна             | 05.11.2010            | середня спеціальна | позапартійна           | Дитячий садок с. Мар'янівка, завідувачка                            |
| 9                                                       | Плаксенко Любов Андріївна            | 05.11.2010            | середня спеціальна | позапартійна           | ТОВ «ШАІ», технік штучного осеменіння                               |
| 10                                                      | Прокопенко Наталія Петрівна          | 05.11.2010            | середня            | позапартійна           | Мар'янівський сільський будинок культури, директор                  |
| 11                                                      | Дердуга Олена Анатоліївна            | 05.11.2010            | середня спеціальна | позапартійна           | Бібліотека с. Мар'янівка, бібліотекар                               |
| 12                                                      | Призегльована Наталія Григорівна     | 05.11.2010            | середня спеціальна | позапартійна           | Мар'янівський фельдшерсько-акушерський пункт, патронажна мед.сестра |
| 14                                                      | Кравченко Тетяна Миколаївна          | 05.11.2010            | середня спеціальна | позапартійна           | Мар'янівська сільська рада, секретар                                |
| 15                                                      | Дердуга Олена Станіславівна          | 05.11.2010            | середня спеціальна | позапартійна           | ТОВ «ШАІ», бухгалтер                                                |
| 16                                                      | Кавун Іван Михайлович                | 05.11.2010            | середня спеціальна | позапартійний          | ТОВ «ШАІ», охоронник                                                |
| Політична партія «Фронт Змін»                           |                                      |                       |                    |                        |                                                                     |
| 13                                                      | Рогозінський Олександр Станіславович | 05.11.2010            | середня спеціальна | позапартійний          | пенсіонер                                                           |
| Соціально-екологічна партія «Союз. Чорнобиль. Україна.» |                                      |                       |                    |                        |                                                                     |
| 8                                                       | Семко Анатолій Іванович              | 05.11.2010            | середня спеціальна | позапартійний          | ТОВ «ШАІ», водій                                                    |
| Самовисування                                           |                                      |                       |                    |                        |                                                                     |
| 6                                                       | Горохівська Людмила Володимирівна    | 05.11.2010            | середня спеціальна | позапартійна           | Мар'янівська сільська рада, головний бухгалтер                      |